# Alina Czerniakowska
Alina Wacława Czerniakowska-Wróbel – polska reżyserka filmowa i scenarzystka, dziennikarka telewizyjna, autorka ponad 100 filmów dokumentalnych i reportaży. 
Odbyła praktyki w BBC w Londynie. Specjalizuje się w tematyce historycznej, istotne miejsce w jej twórczości zajmuje Warszawa i jej mieszkańcy, a także problematyka religijna. 
W 2019 została felietonistką tygodnika „Sieci”. Wcześniej publikowała w tygodniku „Niedziela”. 
Wyróżniona między innymi: Grand Prix na Festiwalu Filmów Historycznych w Zamościu „za wybitne zasługi dla polskiej kinematografii historycznej” oraz nagrodami na Festiwalu Polonijnym – Losy Polaków i na Międzynarodowym Katolickim Festiwalu w Niepokalanowie, medalem Polonia Mater Nostra Est (1999). 
Dwukrotne, w 2007 i 2013, otrzymała wyróżnienie „Zasłużony dla Warszawy” z rekomendacji Prawa i Sprawiedliwości. W 2015 otrzymała w Nowym Jorku nagrodę Paderewski Arts and Music Award. W 2020 otrzymała Platynowy Opornik, główną nagrodę na Festiwalu NNW (Niepokorni Niezłomni Wyklęci) w Gdyni.
6 listopada 2009 z rąk prezydenta Lecha Kaczyńskiego „za wybitne osiągnięcia w pracy artystycznej, za zasługi w popularyzowaniu wiedzy o najnowszej historii Polski” otrzymała Krzyż Kawalerski Orderu Odrodzenia Polski.
17 lutego 2021 prezydent Andrzej Duda odznaczył ją „za wybitne zasługi w pielęgnowaniu pamięci o najnowszej historii Polski” Krzyżem Oficerskim Orderu Odrodzenia Polski.

## Filmografia
Reżyseria
- Moje serce zostało we Lwowie (1987)
- 1 sierpnia (1989)
- Ostatni legioniści (1989)
- Moje Wilno (1990)
- Zbigniew Pietrzykowski. Rekordzista (1990)
- Powrót Paderewskiego (1991)
- Jan Lechoń (1991)
- Ojczyzna dwóch narodów (1992)
- Być dla Polski, dla Polaków... (1992) Film o Józefie Piłsudskim
- On wierzył w Polskę... (1992) Film o gen. Auguście Fieldorfie „Nilu”
- O Polskę trzeba walczyć (1993)
- Humer i inni (1994)
- „Zwycięstwo” (1995)
- Czy musieli zginąć... (1997)
- Za Polskę naszą i waszą (1997)
- Papież Polak (1997)
- Przedwojenny chłopak (1998)
- Sursum corda! W górę serca! (1998)
- W imieniu Polski (1998) Film o Zofii i Stefanie Korbońskich
- Ułani, ułani... (1998)
- Burta i inni (1998)
- Myśli o Polsce (1999)
- Pani hrabina (1999)
- Z matką w sercu (1999)
- Semper fidelis (1999)
- „Widzę Ciebie Warszawo sprzed laty...” (2000)
- Musieli zwyciężyć (2000)
- Był taki ktoś (2000) Film o Wojciechu Ziembińskim
- Kampinoska epopeja (2001)
- ...jeszcze się Polska o nas upomni... (2002), poświęcony żołnierzom wyklętym[8]
- Budujcie Civitas Christiana (2003)
- Minęła rocznica (2004)
- Klisze pamięci (2005)
- Nie odbieraj nadziei bliźniemu swemu (2005), poświęcony prof. Janowi Nowackiemu[9]
- Dziewczyny z tamtych lat (2006)
- Zanim stąd odejdę, proszę was... (2006)
- Czy warto było tak żyć? (2007)
- Odkryć prawdę (2007)
- Dywizja nastolatków (2008)[10]
- Świadectwo polskości (2010)
- Trwajcie. Janusz Kurtyka. Instytut Pamięci Narodowej 2005–2010 (2011), poświęcony Januszowi Kurtyce[11]
- Daj rządy mądrych i dobrych ludzi (2013), poświęcony Bogusławowi Nizieńskiemu[12]
- Pachołki Rosji (2014)
- Fenomen polskości (2019) Film o prof. Bolesławie Orłowskim

Aktorka-komentatorka
- Kampinoska epopeja (2001)
- Budujcie Civitas Christiana (2003)

Konsultacja
- Zwykły ksiądz (2007), poświęcony Romanowi Indrzejczykowi[13]